# Acaule
Em Botânica, acaule designa uma planta que não tem caule ou cujo caule, curto ou subterrâneo, não é visível.